# Trichys fasciculata
Trichys fasciculata és una espècie de mamífer rosegador histricomorf de la família Hystricidae. És un porc espí que habita a Borneo. Espècie externament similar a Atherurus, però difereix dels membres d'aquest gènere en moltes característiques cranials.